# A Girl Like You
«A Girl Like You» (англ. Така, як ти) — сингл шотландського співака Едвіна Коллінза з його третього сольного альбому «Gorgeous George». Трек, що вийшов у грудні 1995 року та став світовим хітом, досягнувши першого місця в Бельгії та Ісландії та першої десятки у кількох країнах, включаючи Австралію, Францію, Німеччину та Великобританію. У Північній Америці «A Girl Like You» досягла 16-го місця в канадському чарті RPM Top Singles і 32-го місця в американському Billboard Hot 100. В пісні семпльовано зіучання барабанів з треку Лена Баррі «1-2-3» (1965). 

## Історія
У синґлі барабанщик із гурту Sex Pistols, Пол Кук грає на вібрафоні, бек-вокалістом виступив Вік Годар. Було висловлено припущення, що Іггі Поп може записати свою версію для американського ринку, але перш ніж це сталося, сингл Коллінза активно набирав популярності .

## Відеокліп
Чорно-білий відеокліп показує, як Коллінз співає у різних образах на фоні танцюючих дівчат.

## Трек-ліст
| CD single 1. "A Girl Like You" – 3:59 2. "A Girl Like You" (Macramé remix by Youth (Мартін Гловер)) – 5:42 French CD single 1. "A Girl Like You" – 3:59 2. "Out of This World" (Remixé par St-Etienne) – 4:58 | CD maxi 1. "A Girl Like You" 2. "Don't Shilly Shally" 3. "Something's Brewing" 4. "Bring It On Back" CD maxi 1. "A Girl Like You" 2. "If You Could Love Me" (acoustic version) 3. "Don't Shilly Shally" (spotter's 86 demo version) 4. "You're on Your Own" |

## Чарти
| Чарт (1995)                               | Позиція |
| ----------------------------------------- | ------- |
| Австралія (ARIA)                          | 6       |
| Австрія (Ö3 Austria Top 75)               | 7       |
| Бельгія (Ultratop Flanders)               | 1       |
| Бельгія (Ultratop Wallonia)               | 5       |
| Canada Top Singles (RPM)                  | 16      |
| Canada Rock/Alternative (RPM)             | 9       |
| Denmark (IFPI)                            | 6       |
| Europe (Eurochart Hot 100)                | 13      |
| Фінляндія (Suomen virallinen lista)       | 11      |
| Франція (SNEP)                            | 4       |
| Німеччина (Official German Charts)        | 3       |
| Iceland (Íslenski Listinn Topp 40)        | 1       |
| Ірландія (IRMA)                           | 8       |
| Нідерланди (Dutch Top 40)                 | 16      |
| Нідерланди (Mega Single Top 100)          | 18      |
| Нова Зеландія (RIANZ)                     | 36      |
| Норвегія (VG-lista)                       | 7       |
| Poland (LP3)                              | 9       |
| Шотландія (Official Charts Company)       | 5       |
| Швеція (Sverigetopplistan)                | 4       |
| Швейцарія (Media Control AG)              | 9       |
| Велика Британія (Official Charts Company) | 4       |
| US Billboard Hot 100                      | 32      |
| US Billboard Modern Rock Tracks           | 7       |
| US Billboard Top 40 Mainstream            | 32      |
| US Cash Box                               | 28      |

| Чарт (2012)                               | Позиція |
| ----------------------------------------- | ------- |
| Велика Британія (Official Charts Company) | 56      |

| Чарт (1995)                         | Позиція |
| ----------------------------------- | ------- |
| Австралія (ARIA)                    | 56      |
| Австрія (Ö3 Austria Top 40)         | 38      |
| Бельгія (Ultratop 50 Flanders)      | 21      |
| Бельгія (Ultratop 50 Wallonia)      | 10      |
| Європа (Eurochart Hot 100)          | 25      |
| Франція (SNEP)                      | 19      |
| Німеччина (Official German Charts)  | 14      |
| Ісландія (Íslenski Listinn Topp 40) | 22      |
| Швеція (Sverigetopplistan)          | 34      |
| Швейцарія (Schweizer Hitparade)     | 31      |

## Кіно
Пісня увійшла до саундтреку фільму Магазин «Імперія», а також прозвучала в серіалі «Люцифер».